# جولی کاونر
جولی کاونر (انگلیسی: Julie Kavner؛ زادهٔ ۷ سپتامبر ۱۹۵۰) هنرپیشه اهل ایالات متحده آمریکا است. وی از سال ۱۹۷۴ میلادی تاکنون مشغول فعالیت بوده‌است.
از فیلم‌هایی که وی در آن نقش داشته‌است، می‌توان به سیمپسون‌ها، کلیک، هری ساختارشکن، بیداری‌ها، هانا و خواهرانش، سایه‌ها و مه، پیاده‌روی روی ماه، هر کاری خواهم کرد، این زندگی من است، پاریس را فراموش کن، نازک‌تر و آب را نخورید اشاره کرد.